# アーレスティ
株式会社アーレスティ（Ahresty Corporation）は、大手アルミダイカストメーカー。

## 概要
主に自動車のエンジン・トランスミッション・足回り・ボディなどに用いられるアルミダイカスト製品を製造・販売している。自動車以外では産業機械・コンピュータ・家電向けなど。自社開発製品は「モバフロア」と呼ばれるアルミダイカスト製フリーアクセスフロアがある。
社名は、Research、Service、Technologyの三つの言葉を統合したRST（アールエスティー）に由来する。

## 沿革
- 1938年（昭和13年）- 前身の志村アルミニウム株式会社を創立。
- 1943年（昭和18年）- 扶桑軽合金株式会社を設立。
- 1960年（昭和35年） - 株式会社日本精密金型製作所（現：株式会社アーレスティダイモールド浜松）を設立。
- 1961年（昭和36年）- 扶桑軽合金株式会社の株式を東京証券取引所市場第二部に上場。
- 1962年（昭和37年） - 東海精工株式会社（現・株式会社アーレスティプリテック）設立。
- 1971年（昭和46年） - 栃木フソー株式会社（現・株式会社アーレスティ栃木）を設立。
- 1972年（昭和47年） - 株式会社ダイテック（現・株式会社アーレスティダイモールド栃木）を設立。
- 1976年（昭和51年） - 熊本フソー株式会社（現・株式会社アーレスティ熊本）を設立。
- 1985年（昭和60年） - パスカル販売株式会社（現・株式会社アーレスティ テクノサービス）を設立。
- 1988年（昭和63年）- 株式会社アーレスティに商号変更。米国にAhresty Wilmington Corporationを設立。
- 2003年（平成15年）- 京都ダイカスト工業株式会社と合併。
- 2013年（平成25年）- 浜松工場と豊橋工場を統合し、東海工場に集約。本社を愛知県豊橋市に移転。
- 2014年（平成26年）- 東京証券取引所市場第一部に指定替え。
- 2017年（平成29年） - 国内ダイカスト工場7拠点でIATF16949 認証取得（東海工場、東松山工場、株式会社アーレスティ栃木、株式会社アーレスティ熊本、株式会社アーレスティ山形、株式会社アーレスティプリテック本社工場、株式会社アーレスティプリテック豊橋工場）。

## 事業所
- 東京本社: 東京都中野区本町2-46-1 中野坂上サンブライトツイン 5F
- 東松山工場: 埼玉県比企郡滑川町大字都25-27
- 熊谷工場: 埼玉県熊谷市御稜威ヶ原284-11
- 東海工場: 愛知県豊橋市二川町字東向山80
- 本社・テクニカルセンター : 愛知県豊橋市三弥町中原1‐2

## グループ企業

### 国内
- 株式会社アーレスティ栃木
- 株式会社アーレスティ熊本
- 株式会社アーレスティ山形
- 株式会社アーレスティプリテック
- 株式会社アーレスティテクノサービス
- 株式会社アーレスティダイモールド浜松
- 株式会社アーレスティダイモールド栃木
- 株式会社アーレスティダイモールド熊本

### 海外
- Ahresty Wilmington Corporation（アメリカ）
- Ahresty Mexicana, S.A. de C.V.（メキシコ）
- 広州阿雷斯提汽車配件有限公司（中国）
- 合肥阿雷斯提汽車配件有限公司（中国）
- 阿雷斯提精密模具（広州）有限公司（中国）
- Ahresty India Private Limited （インド）
- Thai Ahresty Die Co., Ltd.（タイ）
- Thai Ahresty Engineering Co., Ltd.（タイ）